# سكاي فلاش
سكاي فلاش (بالإنجليزية: Skyflash)‏ هو صاروخ جو-جو، متوسط المدى، بتوجيه شبه نشط بالرادار، من صنع بريتش ايروسبيس. استمد تصميمة من الصاروخ الأمريكي إيه آي إم-7 سبارو ويستخدم من قبل سلاح الجو الملكي على طائرات فانتوم إف-4 وقاذفات بانافيا تورنادو إيه دي في العاملة لدى كل من القوات الجوية الملكية السعودية والقوة الجوية الإيطالية ومقاتلات القوات الجوية السويدية من طراز فيقن. تم استبدال الصاروخ بصاروخ إيه آي إم-120 أمرام الأكثر قدرة.

## مستخدمون سابقون
إيطاليا
- القوة الجوية الإيطالية

 السعودية
- القوات الجوية الملكية السعودية

 السويد
- القوات الجوية السويدية صنعت بموجب ترخيص تحت اسم «روبوت 71»

 المملكة المتحدة
- سلاح الجو الملكي